# Masquières
Masquières – miejscowość i gmina we Francji, w regionie Nowa Akwitania, w departamencie Lot i Garonna.
Według danych na rok 1990 gminę zamieszkiwało 126 osób, a gęstość zaludnienia wynosiła 10 osób/km² (wśród 2290 gmin Akwitanii Masquières plasuje się na 1050. miejscu pod względem liczby ludności, natomiast pod względem powierzchni na miejscu 900.).